# ميمند (سادات محمودي)
مدن أُخرى باسم ميمند أُنظر ميمند (توضيح)

ميمند (بالفارسية: میمند) هي قرية تقع في إيران في قسم سادات محمودي الريفي. يقدر عدد سكانها بـ 1,446 نسمة.